# Ліфанов Ігор Романович
Ігор Романович Ліфанов (нар. 25 грудня 1965, Миколаїв) — російський актор театру і кіно.

## Життєпис
Народився 25 грудня 1965 року в Україні, в місті Миколаєві.

Там же пройшло його дитинство. Після закінчення школи, зробив спробу поступити в театральне, але невдало. Потім Ігоря забрали у Владівосток на службу до Морфлоту. Після трьох років служби вернувся до рідного міста, рік пропрацювавши в Миколаєві, поїхав до Москви знову поступати в театральне. Але ця спроба була також невдалою, тоді курс набирав відомий актор, народний артист СРСР В. І. Коршунов. На запитання педагога, які в нього були оцінки в школі, Ігор відповів : 
«Ну, тройки, и че?» 
 Тим самим, підписав собі вирок. Та вдома Ігоря підбадьорив батько, сказавши йому : 
 «Ну, ничего, зато в Ленинграде поступишь»

### Початок кар'єри
Так і сталося, у Ленінградський державний інститут театру, музики і кінематографії (ЛГІТМіК) поступив з першого разу. На курсах зустрів своє кохання, нею стала одногрупниця Ліфанова, Тетяна Аптікеєва, яка була родом з Могилева-Подільського, пізніше вони одружилися і у них народилася донька Настя. Та це був вже другий шлюб Ігоря, перший був з Оленою Павліковою, та він протримався лише 3 місяці.
У 1992 році закінчив ЛДІТМіК. Завдяки ролі в дипломному спектаклі «Гаряче серце» молодого актора запросили в знаменитий БДТ ім. Г. А. Товстоногова. Разом з ним в трупу була прийнята і Тетяна Аптікеева. Дебютом Ігоря в БДТ став спектакль «Сонячна ніч» у постановці Тимура Чхеїдзе. У БДТ Ліфанов пропрацював 10 років. На жаль, великих ролей у Ігоря в театрі було небагато. Крім «Сонячної ночі» варто відзначити виставу «Бенгальські вогні» по Аверченко, який йшов на малій сцені. Але цей спектакль був радше винятком, частіше Ігорю діставалися невеликі ролі. Зате актора стали часто запрошувати на зйомки різних серіалів, і Ігор, врешті-решт, вирішив покинути театр …

### Зірковий час
Свою кінокар'єру розпочав у 1998 році з ролі мовчазного ментовського кілера в серіалі Дмитра Свєтозарова «Вулиці розбитих ліхтарів». Після цього Ігор зіграв ролі найрізноманітніших злодіїв. Через що в пресі Ліфанова почали називати «Заслужений кіллер Російської Федерації». Та вже у 2003 році ситуація змінилися, Ігоря почали запрошувати на ролі позитивних героїв, з якими він впорався бездоганно. Так в серіалі «Російський спеназ-2» зіграв хороброго, сильного, але при цьому іронічного і навіть смішного спецназівця Хруста, і відразу стає народним улюбленцем. Хоча Ігор переважно грає ролі спецназівців та кіллерів, сам же Ігор стверджує: 
«Я считаю себя никаким не киллером и спецназовцем, а комиком. Я люблю быть клоуном, люблю смешить»
Свій комедійний талант Ігор демонструє граючи в антрепризних спектаклях «Кися» і «Я повинен прибрати президента!».

### Особисте життя
У вересні 2011 року одружується втретє, з Оленою Косенко, зі своєю другою дружиною акторкою Тетяною Аптікєєвою розлучився ще 9 років тому. Зараз із новою дружиною виховують доньку Алісу, яка народилась 5 лютого 2012 року.

## Театральні роботи
- «Сонячна ніч»
- «Бенгальські вогні»
- «Двоє в ліфті»
- «Я повинен убити президента»
- «Кися»
- «Жінка над нами»
- «Територія»

## Фільмографія
1. 1991 — Мічені
2. 1992 — Дитя пустелі
3. 1995 — Забава
4. 1997 — Брат — бандит
5. 1998 — Вулиці розбитих ліхтарів (серія «Інстинкт Метелика») — Славін, кілер
6. 1999 —2000— Агент національної безпеки 1-2 (серія «Спадкоємець» та «Россано» ) — бандит «Луфарь»
7. 1999 — Барак
8. 1999 — В дзеркалі Венери — Шафа
9. 2000 — Бандитський Петербург. Барон — Оперуповноважений Колбасов
10. 2000 — Забійна сила — бандит Анохін («Вентилятор»)
11. 2000 — Чотирнадцять кольорів веселки — Фарт
12. 2001 — Ключі від смерті
13. 2001 — Романови. Вінценосна сім'я — комісар Масловський
14. 2002 — Льодовиковий період — «Роккі»
15. 2002 — Листи до Ельзи — Олексій
16. 2002 — На ім'я Барон — син «Барона» Павло
17. 2002 — Спецназ — Старший прапорщик Хрустальов («Хруст»)
18. 2003 — Російський спецназ — Крестовский (Хрест)
19. 2003 — Спецназ 2 — Старший прапорщик Хрустальов («Хруст»)
20. 2003 — Ділянка — кримінальник «Кріп»
21. 2003 — Агентство — охоронець
22. 2004 — Диверсант (телесеріал) | Диверсант — капітан Свєшніков
23. 2004 — Єгер — Василь Клінцов, єгер
24. 2004 — Звіздар — агент «Турок»
25. 2004 — Золота Медуза — офіцер МНС Юрій Медунов
26. 2004 — Легенда про Тампуке — Жернавков
27. 2004 — Паралельно кохання — Тимофій Кольцов
28. 2004 — Спецназ по-російськи 2 — Хрест
29. 2004 — Фабрика мрій
30. 2005 — Тиждень в жіночій лазні
31. 2005 — Обережно, Задов! — Пацієнт в хірургії (у титрах — мужик), Водій автомобіля-евакуатора (у титрах — дебіл), Злодій
32. 2005 — Втратили сонце — Кльонов
33. 2005 — Полювання на ізюбра — Калягін
34. 2005 — Останній бій майора Пугачова — Пугачов
35. 2005 — Вбити Беллу
36. 2006 — Денний дозор — Папуга
37. 2006 — Жерсть — Валентин
38. 2006 — Парадиз — Микола Звягін
39. 2006 — Прорив — Федір Стожаров
40. 2006 — Синдикат — Джин
41. 2006 — Опер Крюк — Крюков
42. 2006 — Провінційні пристрасті
43. 2007 — Поводир — Павло Шнирьов
44. 2007 — Повне дихання — Степан
45. 2007 — Маршрут — Віктор
46. 2008 — Загін — капітан Данілін
47. 2008 — Дозвольте тебе поцілувати — Майор Власов
48. 2008 — Дружина за контрактом — Віктор Торопов
49. 2009 — Капкан для кілера — Мельников
50. 2009 — Дикий — капітан Диченко («Дикий»)
51. 2009 — Справжня любов (2009) — Василь.
52. 2009 — Ленінград — Горнін
53. 2009 — Приборкання норовливих — єгер Петро Михалич
54. 2009 — Кілька примарних днів;— "Георгій, картяр-шулер"
55. 2009 — Правосуддя вовків — слідчий УГРО
56. 2010 — Робінзон — Василь Робертсон
57. 2010 — Остання зустріч — Вадим Григорович Лещинський
58. 2011 — Дикий 2 — капітан Диченко («Дикий»)
59. 2012 — МУР — Степан Полєсов, капітан
60. 2012 — Дикий 3 — майор Диченко («Дикий»)
61. 2012 — Дозвольте тебе поцілувати... знову — підполковник Власов
62. 2013 — Дозвольте тебе поцілувати... на весіллі — підполковник Власов
63. 2014 — Дозвольте тебе поцілувати... батько нареченої — підполковник Власов
64. 2019 — Дещо задарма

## Озвучка
- 1999 — Зоряні війни. Епізод I. Прихована загроза — Viceroy Nute Gunray, Ki-Adi-Mundi, Lott Dodd, Radiant VII Pilot (Сайлас Карсон)
- 2002 — Зоряні війни. Епізод II. Атака клонів — Ki-Adi-Mundi, Viceroy Nute Gunray (Сайлас Карсон)
- 2005 — Зоряні війни. Епізод III. Помста ситхів — Ki-Adi-Mundi / Nute Gunray (Сайлас Карсон)